# Сталинград (филм, 1989)
„Сталинград“ е двусериен широкоекранен военно-исторически игрален филм – епичен филм от 1989 г. на съветския режисьор и сценарист Юрий Озеров, заснет съвместно от режисьори от СССР и САЩ, с участието на режисьори от ГДР и Чехословакия. Посветен на битката при Сталинград (17 юли 1942 г. – 2 февруари 1943 г.) – решителната битка, поставила началото на радикален обрат в хода на Великата отечествена война и Втората световна война като цяло.
Това е последният филм от цикъла на филмовите епоси на Юрий Озеров за Великата отечествена война („Освобождение“ (1968 – 1972), „Войници на свободата“ (1977), „Битката за Москва“ (1985).
Въз основа на филмови материали от този филм и други филмови епоси Юрий Озеров създава игралните филми „Ангели на смъртта“ (1993) и „Великият командир Георгий Жуков“ (1995), както и телевизионния сериал „Трагедията на века“ (1993 – 1994 г.).

## Сюжет
Втората световна война, отприщена от нацистка Германия, въвлича в орбитата си повече от 60 държави с общо население от милиард и седемстотин милиона души – 4/5 от човечеството. Цяла Централна Европа се оказва под ботуша на немския фашизъм. Германските войски неудържимо се втурват на изток. Червената армия, водейки кървави отбранителни битки, се оттегля към Москва. Тук врагът е спрян и отблъснат. Настъпва 1942 година. Воюващите страни се подготвят за решителната лятна кампания...
Член на германската нелегална антифашистка организация, Харо Шулце-Бойзен, научава за тайна настъпателна военна операция, планирана от Хитлер, с кодово име Fall Blau, която ще позволи на фашистките войски да превземат Кавказ, и предава тази информация на Москва. Но Сталин смята тази пълна дезинформация, в резултат на което германският план – да се създаде имитация на офанзива близо до Москва, за да се задържат войските на Червената армия там – напълно работи. В допълнение контраофанзивата на съветските войски близо до Харков се проваля: някои от тях са обкръжени, някои се отстъпват към Сталинград (Никита Сергеевич Хрушчов).
Сталинград (Волгоград) придобива особено стратегическо значение за воюващите страни. Нацистите са уверени в бързия си успех в тази югозападна посока. За тях това е открит път на юг, към Кавказ и Индия. Според плана на фюрера целта трябва да бъде постигната от силите на 6-а полева армия на Вермахта под командването на танковия генерал Фридрих Паулус само за седмица – до 25 юли 1942 г. И така на 17 юли 1942 г. започват 200 дни и нощи на ужасни и кървави битки за Сталинград, които обръщат хода на Великата отечествена война и в крайна сметка допринасят за пълното поражение на Вермахта през 1945 г. (19 ноември 1942 г. – 2 февруари 1943 г.).
Финалът на филма показва Сталинград, вече наричан Волгоград, и река Волга в края на 80-те години и цялата съветска епоха.